# り・ぼん
「り・ぼん」は、2006年11月8日に発売されたMY LITTLE LOVERの17枚目のシングル。レーベルはavex trax。この曲が、MY LITTLE LOVERが、レーベルをトイズファクトリーからエイベックスに移籍後初のシングルとなる。

## 収録曲
1. り・ぼん
（作詞・akko 作曲・tetsuhiko 編曲・tetsuhiko and other）
2. インスピレーション
（作詞・akko 作曲・松浦友也 編曲･鈴木雅也）
GyaOオリジナルドラマ「マンハッタンダイアリーズ」主題歌
3. candle
4. り・ぼん (instrumental)
5. インスピレーション (instrumental)

## 収録アルバム
- akko (#1,2、2はアルバムバージョン)
- Best Collection (#1)